# Paul Worrilow
(en) Statistiques sur pro-football-reference
Paul Eric Worrilow, né le 1er mai 1990 à Wilmington, est un joueur américain de football américain.
Depuis 2013, ce linebacker joue pour les Falcons d'Atlanta en National Football League (NFL).